# Корчмін-Осада
Корчмін-Осада (пол. Korczmin-Osada) — селище в Польщі, в Люблінському воєводстві Томашовського повіту, гміни Ульгувек. 
Населення — 155 осіб (2011).